# Ducados Unidos de Jülich-Cléveris-Berg
Jülich-Cléveris-Berg (en alemán Herzogtümer Jülich-Kleve-Berg) fue el nombre de dos anteriores territorios a lo largo del moderno estado federado alemán de Renania del Norte-Westfalia y la moderna provincia neerlandesa de Güeldres. Desde 1521 hasta 1666, el territorio fue una combinación de Estados en unión personal, todos ellos reichsfrei del Sacro Imperio Romano Germánico. El nombre fue resucitado después del Congreso de Viena para una provincia de corta duración del Reino de Prusia entre 1815 y 1822.

## Historia
Los Ducados Unidos de Jülich-Cléveris-Berg fueron una combinación de Estados del Sacro Imperio Romano Germánico: los ducados de Jülich y Berg unidos en 1423. Cerca de un siglo más tarde, en 1521, estos dos ducados, junto con el condado de Ravensberg, quedaron extintos, con solo la hija del último duque, María de Geldern, como heredera. Según la ley sálica, las mujeres solo podían sostener una propiedad a través de un marido o un custodio; así, los territorios pasaron a su marido —un pariente distante— Juan III, Duque de Cléveris y Marck como resultado de su matrimonio estratégico en 1509. Estos ducados unidos controlaban la mayor parte de la actual Renania del Norte-Westfalia que no estaba dentro de los territorios eclesiásticos del Electorado de Colonia ni Münster.
Solo un siglo más tarde del matrimonio de Juan III, sin embargo, la línea de la unión ducal quedó extinta, provocando una guerra por la sucesión de los territorios al morir sin descendencia el nieto de Juan III, el duque Juan Guillermo. Mientras los duques, inspirados por el humanismo de Desiderius Erasmus, habían alcanzado a llevar una "via media" entre las disputas confesionales derivadas de la Reforma Protestante, los herederos de las hermanas mayores del último duque estaban en bandos opuestos de la línea divisoria. La situación por los deseos de adquisición del emperador Rodolfo II y los duques de Sajonia de Wettin —estos últimos particularmente preocupados por Enrique IV de Francia y la República holandesa, quienes temían cualquier fortalecimiento de los Países Bajos de los Habsburgo—.
La luterana Ana de Prusia se casó con Juan Segismundo, Elector de Brandeburgo, mientras que la católica Ana de Cléveris esposó a Felipe Luis, Conde Palatino de Neoburgo. Como resultados, después de la Guerra de sucesión de Jülich (uno de los precursores de la guerra de los Treinta Años) fuera superada en Xanten, los territorios protestantes (Cléveris, Marck y Ravensberg) pasaron a Brandeburgo-Prusia, en tanto que los territorios católicos (Jülich y Berg) fueron concedidos al Palatinado-Neoburgo. Desafortunadamente, después de años de ser pisoteada por los ejércitos, quedó destruida gran parte de la riqueza de las tierras de la región, que había sido tan renombrada en el tiempo del padre de Juan Guillermo, Guillermo el Rico. 
El nieto de Felipe Luis, Felipe Guillermo se convirtió en Elector Palatino en 1685, convirtiéndose la capital de Berg en sede del Electorado del Palatinado, hasta que la línea heredó Baviera en 1777. En 1701, los Margraves Electores de Brandeburgo se convirtieron en Reyes de Prusia; con Cléveris-Marck como su primera posesión en la Alemania occidental, fue la semilla de la futura provincia del Rin prusiana.

## Duques de Jülich-Cléveris-Berg, Casa de Marck
- 1521-1539: Juan III, Duque de Cléveris
- 1539-1592: Guillermo el Rico
- 1592-1609: Juan Guillermo